# بارلووو
بارلووو (به صربی: Barlovo) یک منطقهٔ مسکونی در صربستان است که در کورشوملیا واقع شده‌است. بارلووو ۱۶۶ نفر جمعیت دارد.